# Balogh Bertalan
Balogh Bertalan (Zemplén-Rákóc, 1870. szeptember 8. – Budapest, 1922. augusztus 7.) a miskolci művelődési és művészeti élet szervezője, szakíró.

## Élete, munkássága
Balogh Bertalan Ungváron végezte iskoláit. Apja, Balogh József görögkatolikus parókus, 1876-ban elhunyt, árvájaként került Miskolcra. Budapesten, a Kereskedelmi Akadémián szerzett oklevelet majd a Miskolcon helyezkedett el a MÁV-nál. Később a Köztisztviselők Beszerzési és Fogyasztási Szövetkezete miskolci elnöke lett. 1895-ben megnősült, felesége Leszih Etelka, Leszih Miksa lánya volt. Leszih Miksa alapította Miskolc első gazdasági gépgyárát.
A képzőművészet iránti érdeklődése feltehetően már korábban is megvolt, s hamar a város közművelődése érdekében kezdett tevékenykedni, és fontos személyisége lett a Miskolci Közművelődési Egyletnek (1893-tól Borsod-Miskolci Közművelődési és Múzeum Egylet). Országos szinten kezdeményezte a Magyar Közművelődési Egyesületek Szövetségének a megalakulását, aminek a programja „Magyar Nemzeti Közművelődés” címmel Budapesten meg is jelent 1905-ben, és nézeteit a Művészet  című lapban is többször kifejtette. Barátságot kötött Lyka Károllyal, és ezt a kapcsolatot később ki is használta a miskolci képzőművészet érdekében. 1904-ben az ő meghívására Körösfői-Kriesch Aladár Miskolcon, a Városháza nagytermében tartott előadást az új művészet célkitűzéseiről, ami nagy hatással volt a helyi művészeti életre, s a helyi értelmiség egyetértését fejezte ki a Miskolci Napló című újságban. 1904-ben külföldi tanulmányúton vett részt (München, Párizs), hogy megismerje a vándorkiállítások szervezését. Balogh a Borsod-Miskolczi Közművelődési és Múzeumi Egyesület titkára, osztályelnöke volt. Miután 1904-ben megszervezte a miskolci iparművészeti kiállítást, könyvművészeti, nyomdaipari tárlatokat, a plakátkiállítást szervezett. Ezt követően a kortárs képzőművészet vidéki bemutatását célzó vándorkiállítás megszervezését is javasolta az Andrássy Gyula elnöksége alatt működő Országos Magyar Képzőművészeti Társulatnak. Ez lett a Felvidéki Vándorkiállítások sorozata, amely igen sajátos képbemutató, egy vasúti konténerben szállított képkiállítás volt. A gondos válogatásnak köszönhetően a bemutatott anyag reális keresztmetszetét adta a magyar képzőművészetnek. A kiállító művészek között volt Benczúr Gyula, Nógrádi Antal, Szinyei Merse Pál, Fényes Adolf, Tornyai János, Rippl-Rónai József és sokan mások. A vándorkiállítás hét, főleg északi várost érintett 1906-ban és 1910-ben (Miskolc, Eger, Kassa, Eperjes, Sátoraljaújhely, Gyöngyös, Debrecen). A sorozatnyitó egri kiállítást Apponyi Albert vallás- és közoktatásügyi miniszter nyitotta meg.
Fontos szerepe volt a Borsod-Miskolci Múzeum anyagának összeválogatásában. Jóindulatú figyelme mellett alakult meg 1919-ben Meilinger Dezső festőművész és Nyitray Dániel szobrászművész szabadiskolája az Egri-féle Vízgyógyintézetben. Amikor veszélybe került az iskola léte, Balogh Bertalan Lyka Károly, a Magyar Képzőművészeti Főiskola igazgatójának segítségét kérte, és javasolta, hogy a Főiskola – állami támogatással – nyisson az épületben művésztelepet. Az elképzelés megvalósult, és megalakult a Miskolci művésztelep, és ennek révén növekedésnek indult a Miskolcra települt, vagy a hosszabb időt itt töltő képzőművészek száma.
Balogh a képzőművészet mellett a társművészeteket is támogatta. Szervezésében 1912-ben és 1918-ban a Petőfi Társaság vándorgyűlést tartott Miskolcon. A városi zeneiskola, a Diósgyőri-Vasgyári zenekar és a miskolci katonazenekar tagjaiból állandó zenekart hozott létre, amelynek első nagy fellépése Kassán volt. 1913-ban javaslatára megalakult a Zeneművészeti Szövetség.
Balogh Bertalan 1922-ben Budapesten váratlanul elhunyt. Nevét őrzi a Balogh Bertalan Művészeti Alapítvány, amely hegedűművész lánya, Balogh Luca hagyatéka felhasználásával jött létre.

## Főbb művei
- Magyar nemzeti közművelődés. Budapest, 1905
- A Magyar Közművelődési Egyesületek Országos Szövetsége. Budapest, 1906